# Robert Cibis

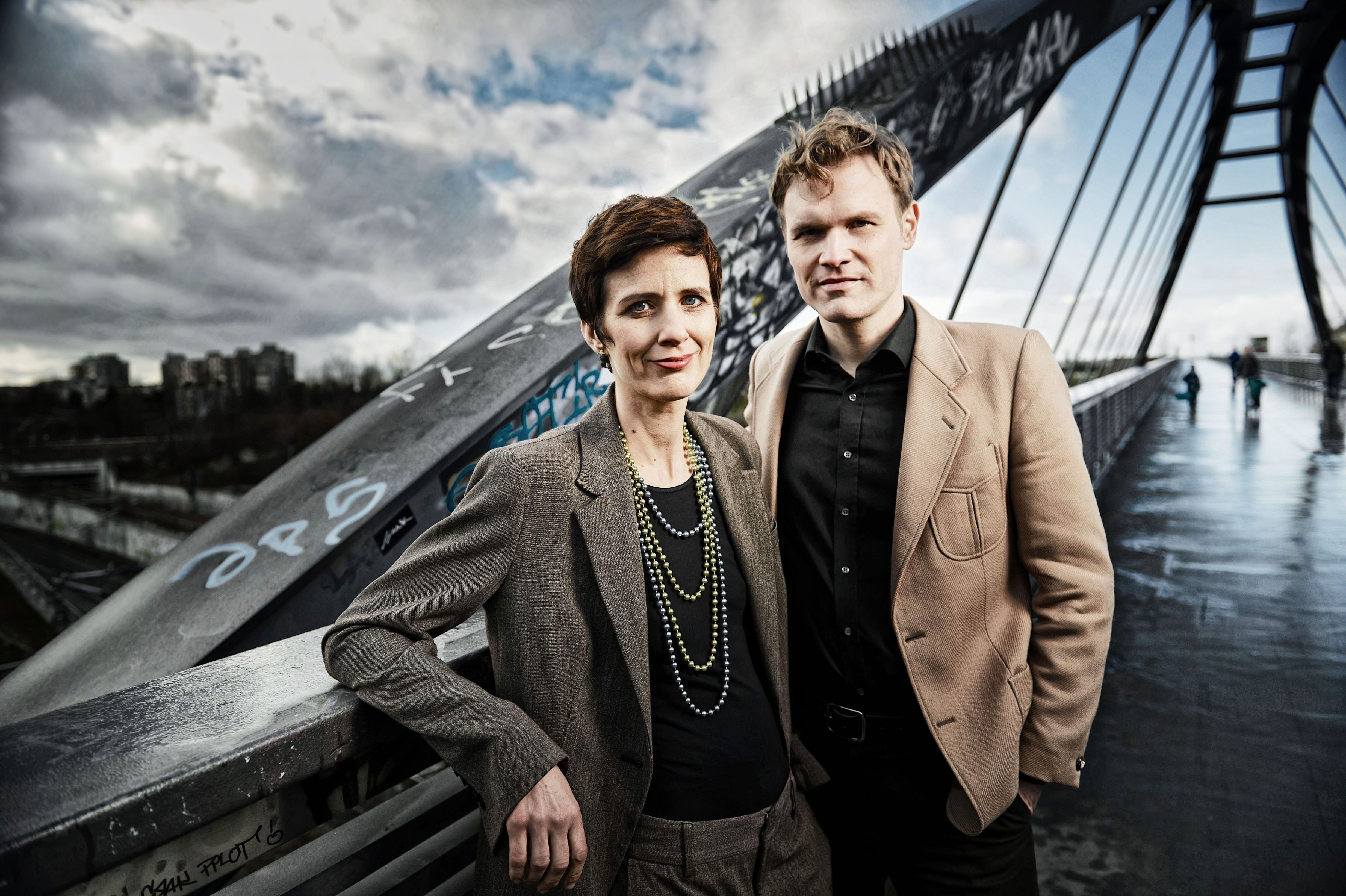
Robert Cibis und Lilian Franck

Robert Cibis (* 21. März 1973 in Lippstadt) ist ein deutscher Filmregisseur, -produzent und -verleiher.

## Leben
Robert Cibis ist der Bruder des Pianisten Paul Cibis. Robert Cibis absolvierte erst in Rom und an der Nouvelle Sorbonne in Paris ein Studium der Filmwissenschaft, das er 1997 abschloss. Anschließend besuchte er den Master-Kurs der deutsch-französischen Filmakademie (Kooperation der Filmakademie Baden-Württemberg und der Pariser Filmakademie La fémis als Atelier Ludwigsburg-Paris). Mit Lilian Franck führte er bei der Dokumentation Halbe Chance Regie und erhielt dafür 2002 den Nachwuchspreis des deutsch-französischen Journalistenpreises. Mit Franck gründete er die Produktionsgesellschaft OVALmedia in Berlin. Im April 2021 schied Franck aus sämtlichen Unternehmen der OVALmedia-Gruppe aus. Franck distanzierte sich von Cibis Projekten zur Corona-Pandemie, die sich mit der Corona-Politik der Bundesregierung und Ähnliches beschäftigen.
Sein Kinofilm Fuck Fame erzählt eine Identitätskrise der Elektro-Rapperin Uffie. Er wurde 2019 für den Deutschen Dokumentarfilmpreis nominiert und erhielt das Prädikat „wertvoll“. Pianomania (2009) erzählt die Suche nach dem perfekten Klang und zeigt die nervenaufreibende Zusammenarbeit zwischen dem Klaviertechniker Stefan Knüpfer und Starpianisten wie Lang Lang, Till Fellner, Pierre-Laurent Aimard und Alfred Brendel. Er wurde beim Internationalen Filmfestival von Locarno mit dem Preis der „Semaine de la Critique“ ausgezeichnet, erhielt den Golden Gate Award beim San Francisco International Film Festival und den Deutschen Filmpreis in der Kategorie „beste Tongestaltung“. Die Deutsche Film- und Medienbewertung vergab zudem das Prädikat „besonders wertvoll“. Auch im Ausland bekam Pianomania sehr gute Kritiken, etwa in der New York Times und dem Guardian.
Er lebt in Paris, Köln und Berlin.

## Übertragung von  Verschwörungstheorien und Falschinformationen zur Pandemie
Seit 2020 überträgt OVALmedia über YouTube-Streaming die Sitzungen der „Stiftung Corona-Ausschuss“ mit Reiner Fuellmich und Viviane Fischer, in dem wiederholt Verschwörungstheorien und Falschinformationen zur COVID-19-Pandemie verbreitet werden. Dazu überträgt die Firma das von Robert Cibis moderierte Talkshow-Format Narrative, in dem vor Impfungen gewarnt und die Corona-Pandemie als nicht real oder inszeniert dargestellt wird. OVALmedia veröffentlichte auf seinem YouTube-Kanal auch ein Gespräch von Robert Cibis mit Mathias Bröckers über die Terroranschläge vom 11. September 2001.

## Filmografie
Als Regisseur und Produzent
Kino
- 2009: Pianomania[13] (Co-Regie: Lilian Franck)
- 2017: Fuck Fame[14] (Co-Regie: Lilian Franck)

Fernsehen
- 2002: Halbe Chance[15] (Co-Regie: Lilian Franck)
- 2003: Oh du Fröhliche![16] (Co-Regie: Matthias Luthardt, Sebastian Ko, Sören Senn)
- 2004: Kapital: Mensch – Das Geschäft mit der Arbeit[17] (Co-Regie: Lilian Franck)
- 2007: Ekelhaft gesund (Co-Regie: Michaela Kirst)
- 2009: Patient als Beute – Der Streit um die Gesundheitsmilliarden[18] (Co-Regie: Martin Gronemeyer)
- 2019: Spitzenmedizin – Akupunktur, Mythos oder Therapie? (Co-Regie: Lilian Franck)

Als Produzent oder Koproduzent
Kino
- 2016: Free Lunch Society[19] (Regie: Christian Tod)
- 2017: trustWHO[20] (Regie: Lilian Franck)
- 2021: À pas aveugles (Regie: Christophe Cognet) in Koproduktion mit L’atelier documentaire.[21]

Fernsehen
- 1997: Omen – 15 Stunden Tekkno[22] (Regie: Lilian Franck)
- 1997: Supermerle[23] (Regie: Lilian Franck)
- 2004: Die Menschenfischer (Regie: Sabine El Chamaa und Michaela Kirst)
- 2010: Das Glück aus der Dose[24] (Regie: Stefanie Schmidt und Lilian Franck)
- 2010: 50 Jahre Pille – Karriere ohne Knick?[25] (Regie: Michaela Kirst)
- 2011: Lebensretter Ostblockviren – Ein Weg aus der Antibiotikakrise?[26] (Regie: Stefanie Schmidt)

Kurzfilme
- 2015: J’ai Tout Donné Au Soleil Sauf Mon Ombre[27] (Regie: Valérie Anex, Christian Johannes Koch)
- 2015: Anyway Home[28] (Regie: Pablo Kaes)

## Auszeichnungen
Pianomania
- Deutscher Filmpreis 2011: Beste Tongestaltung[29]
- Filmbewertungsstelle Wiesbaden: Prädikat „Besonders wertvoll“ und „Film des Monats“[30]
- Internationales Filmfestival Locarno 2009 (Schweiz): Preis der Semaine de la Critique[30]
- San Francisco International Film Festival 2010 (USA): Golden Gate Preis[30]
- Festival des Österreichischen Films – Diagonale 2009: Preis für die Beste Künstlerische Montage: Dokumentarfilm[30]
- Kinofest Lünen 2009 (Deutschland): Haupt- und Publikumspreis „Lüdia“[30]
- Eurodok 2010 (Norwegen): Ehrenpreis[30]
- Filmwochenende Würzburg 2010: Publikumspreis[30]